# Сюзън Ий
Сюзън Ий (на английски: Susan Ee) е корейско-американска режисьорка, продуцентка на филми и писателка на бестселъри в жанра фентъзи.

## Биография и творчество
Сюзън Ий е родена в Южна Корея. Когато е малка семейството ѝ се премества в Калифорния. Чете много и е фен на фантастиката, фентъзито и хоръра. Завършва право.
Учи творческо писане чрез семинари в Станфордския университет, Творческата работилница на писателите на Айова, и в „Кларион Уест“.
Първият ѝ разказ „Shadow City“ е публикуван през 2010 г.
През 2012 г. е издаден първият ѝ роман „Ангелско нашествие“ от постапокалиптичната дистопична поредица „Пенрин и Краят на дните“ (първоначално го публикува самостоятелно през 2011 г.). Ангелите на Апокалипсиса са слезли на земята и един от тях отвлича сестрата на 17-годишната Пенрин. Тя е готова на всякакви жертви и смели действия, за да си я върне обратно. Книгата става бестселър и я прави известна. Подготвя се екранизацията ѝ от режисьора Сам Рейми.
Произведенията на писателката са преведени на повече от 20 езика по света.
Сюзън Ий живее в Лос Анджелис.

## Произведения

### Серия „Пенрин и Краят на дните“ (Penryn & the End of Days)
1. Angelfall (2012)
Ангелско нашествие, изд. Емас, София (2016), прев. Елена Петрова, ISBN 978-954-357-333-2
2. World After (2013)
Ангелски свят, изд. Емас, София (2016), прев. Елена Павлова, ISBN 978-954-357-338-7
3. End of Days (2015)
Краят на дните, изд. Емас, София (2017), прев. Елена Павлова, ISBN 978-954-357-349-3

### Серия „Среднощни приказки“ (Midnight Tales)
1. Cinder & the Prince of Midnight (2019)
2. Ruby & the Huntsman of Midnight (2019)
3. Briar & the Dreamers of Midnight (2021)

### Сборници
- Under the Needle's Eye (2012) – с Емили Мах, Алън Ръсел, Кийни Ибура Салаам, Патрик Самфир и Иби Зобои

### Разкази
- Shadow City (2010)

### Филмография
- 2008 Psychopath – късометражен, автор, продуцент и режисьор
- 2009 The Rescuer – късометражен, автор, продуцент и режисьор
- 2010 Tooth Fairy – автор, продуцент и режисьор